# William Brownrigg
William Brownrigg (n. 24 martie 1712, Felixstowe, Anglia, Regatul Marii Britanii – d. 6 ianuarie 1800, Keswick, Anglia, Regatul Marii Britanii) a fost un medic și om de știință englez de origine irlandeză.
În 1766 primește Medalia Copley pentru experiențele sale asupra gazelor conținute în minele de cărbuni și a celor din în apele termale.

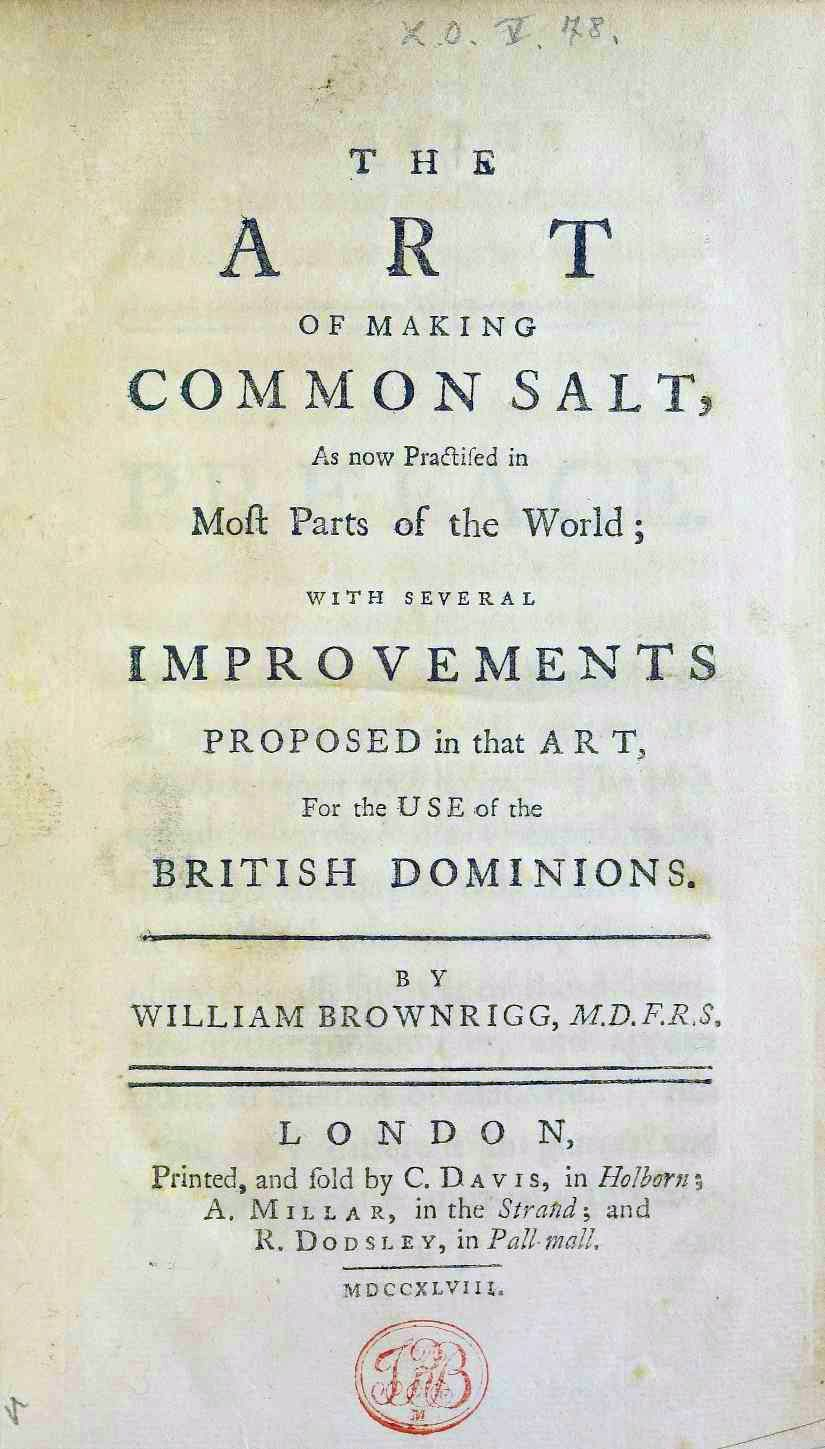
The Art of making common salt, 1748